# 上善恒雄
上善 恒雄（じょうぜん つねお、1961年 - ）は、大阪市出身の情報学者。工学博士。大阪電気通信大学教授。

## 経歴
1980年大阪府立清水谷高等学校卒業。
1986年京都大学工学部卒業。
1988年京都大学大学院修士課程修了。長谷川利治研究室。
1990年阪急電鉄に入社。文化・技術研究所、財団法人千里国際情報事業財団にも勤務し、阪急の仮想店舗、O-kini City（おおきにシティ、http://www.o-kini.or.jp/ ）を運営した。
2003年工学博士（大阪大学、学位論文「都市情報コンテンツの構成のための基礎的研究 」）
2004年京都大学大学院情報学研究科准教授、大阪電気通信大学教授（総合情報学部デジタルゲーム学科、大学院デジタルゲーム専攻）に。